# Przełęcz Piotrowicka
Przełęcz Piotrowicka – przełęcz (ok. 396 m n.p.m.) w południowo-zachodniej Polsce, w Sudetach Wschodnich, w Masywie Śnieżnika, w paśmie Krowiarek.

## Położenie
Przełęcz położona jest w zachodniej części pasma Krowiarek, około 5,2 km na północny wschód od centrum miejscowości Bystrzyca Kłodzka i około 2,8 na południowy zachód od centrum miejscowości Ołdrzychowice Kłodzkie.

## Opis
Przełęcz stanowi rozległe, wyraźne siodło, przecinające masyw południowego grzbietu pasma Krowiarek, oddzielając wzniesienia Piotrowickiego Lasu na zachodzie od masywu Żelaznych Gór na wschodzie. najbliższym wzniesieniem na zachodzie jest Grodowa, natomiast najbliższym wzniesieniem na południowym zachodzie jest Krzyżowa.
Przez przełęcz przechodzi droga ze Starego Waliszowa do Żelazna.
Na północ od przełęczy położone są pierwsze zabudowania Piotrowic, natomiast na południe – kapliczka.

## Budowa geologiczna
Okolice przełęczy zbudowane jest ze skał metamorficznych, głównie łupków łyszczykowych z wkładkami i soczewami wapieni krystalicznych (marmurów kalcytowych i dolomitowych) serii strońskiej, a także gnejsy śnieżnickie. Wszystkie te skały należą do metamorfiku Lądka i Śnieżnika. Dolne partie południowych zboczy zbudowane są ze skał osadowych pochodzących z okresu górnej kredy – piaskowców ciosowych. Tutejsze skały kredowe stanowią fragment rowu Górnej Nysy (niecki śródsudeckiej).

## Roślinność
Obszar otoczenia przełęczy zajmują użytki rolne – głównie łąki, wyżej zbocza wzniesień porasta las świerkowy regla dolnego z domieszką drzew liściastych.

## Turystyka
Przez przełęcz nie prowadzi żaden szlak turystyczny.